# Николас Таљафико
Николас Алехандро Таљафико (енгл. Nicolás Alejandro Tagliafico; 31. август 1992) аргентински је фудбалер који игра на позицији левог бека. Тренутно наступа за Лион и репрезентацију Аргентине.

## Трофеји

### Клупски
Индепендијенте
- Копа судамерикана: 2017.

Ајакс
- Ередивизија: 2018/19, 2020/21, 2021/22.
- Куп Холандије: 2018/19, 2020/21.

### Репрезентативни
Аргентина
- Светско првенство: 2022.
- Копа Америка: 2021, 2024.
- Куп шампиона КОНМЕБОЛ—УЕФА: 2022.